# Festplattendienstprogramm (Apple)
Das Festplattendienstprogramm – englisch Disk Utility – ist ein im Betriebssystem macOS integriertes Festplattenverwaltungsprogramm. Als Dienstprogramm dient es der Verwaltung von Datenspeichern wie Festplatten, darauf enthaltenen Partitionsschemata wie Partitionstabellen und den darin definierten Partitionen, Image-Dateien und Software-RAID-Konfigurationen für das Betriebssystem, dessen Bestandteil es ist. Darüber hinaus integriert es die Diagnose und Reparatur von unterstützten Dateisystemen. Es wurde mit Mac OS X Public Beta (10.0 Beta, 2000) eingeführt und seither ständig erweitert. Mit OS X El Capitan (10.11, 2015) wurde es überarbeitet.

## Entwicklung
Bei der Entwicklung von Mac OS X (ab 1998) wurden vorhandene Dienstprogramme aus dem klassischen Mac OS (1984–2001) ebenso wie jene aus OPENSTEP (vormals NeXTStep, 1988–1999) bzw. Rhapsody (1997–2000) übernommen und auf das neue Betriebssystem portiert. Dabei wurde Disk Copy („Laufwerkskopie“) von Mac OS 9 (1999) auch in Mac OS X 10.0 („Cheetah,“ 2001) übernommen. Auch Disk Utility war bereits integriert und vereinte das aus dem klassischen Mac OS bekannte First Aid („Erste Hilfe“) zum Reparieren von Dateisystemen mit Drive Setup („Laufwerk einrichten“) zum Partitionieren. Als Vorbild dienten jedoch noch die entsprechenden Einzelprogramme aus Mac OS 8 (1997–1999) und 9 (1999–2001).
Wie auch bei anderen im System integrierten Dienstprogrammen (englisch Utilities) wurden die Einzelprogramme im Verlauf der Weiterentwicklung von Mac OS X immer mehr zu logischen Gruppen zusammengefasst und auch die grafischen Benutzerdialoge überarbeitet – so auch alle Funktionen für Datenspeicher im Festplatten-Dienstprogramm, was die offizielle Übersetzung von Apple für das Disk Utility bis Mac OS X Snow Leopard (10.6, 2009) ist. So verfügte Mac OS X Panther (10.3, 2003) im Wesentlichen bereits über dasselbe Festplattendienstprogramm wie spätere Versionen von Mac OS X, bis einschließlich OS X Yosemite (10.10, 2014). Ab Mac OS X Lion (10.7, 2011) wurde bei der Übersetzung der Bindestrich weggelassen.
Erst mit OS X El Capitan (10.11, 2015) wurde das Programm wesentlich überarbeitet.

## Funktionen
Das Festplattendienstprogramm bildet Partitions- und Dateisystemfunktionen des Betriebssystems grafisch ab. Dementsprechend kann es auf unterschiedlichen Betriebssystem-Versionen auch unterschiedliche Partitionstabellen verwalten (Partitionen erstellen oder in der Größe ändern) wie auch unterschiedliche Dateisysteme erstellen (formatieren), reparieren oder deren Größe ändern. Ebenso verhält es sich beim Umgang mit Abbildern (Image-Dateien).
- Partitionen („Volumes“) überprüfen und reparieren (Dateisystem, Zugriffsrechte)
- Festplatten partitionieren, Partitionsschema wählbar zwischen GPT, APM und MBR
- Partitionen („Volumes“) formatieren, Dateisystem wählbar zwischen APFS, HFS+, FAT („MS-DOS“) und exFAT
- Partitionen hinzufügen oder entfernen
- Partitionen vergrößern oder verkleinern (wenn das Dateisystem unterstützt ist)
- Erstellen von Software-RAID-Konfigurationen (mit dem RAID-Assistenten)
- Erstellen von Image-Dateien (Disketten- und andere Volume-Abbilder, u. a. im Apple Disk Image)
- Volumes und Abbilder aus Image-Dateien deaktivieren (das Dateisystem aushängen, unmounten) und aktivieren (einhängen, mounten)
- Erstellen von Sicherungskopien („Wiederherstellen“)
- Kopieren von Volumes/Abbildern
- (Sicheres) Löschen von einzelnen Partitionen oder den gesamten Datenspeicher
- Anzeige von Informationen, etwa Größe des Speichers, S.M.A.R.T.-Status, Hardwareadresse (Dateiname bei Images), Einhängepunkt, …

Das Programm stellt damit Funktionen grafisch bereit, die auch als Terminal-Programme über u. a. diskutil, hdiutil, newfs, fsck verfügbar sind.

### Funktionsumfang
Jede Version von Mac OS X/OS X/macOS bringt neue Funktionen mit bzw. verliert die Unterstützung für veraltete Funktionen.
| Funktion                | Umfang                  | Betriebssystem-Version                                                       | Kommentar |
| ----------------------- | ----------------------- | ---------------------------------------------------------------------------- | --- |
| Brennen                 | Brennen                 | ab Panther (10.3), 2003, bis Yosemite (10.10), 2014                          | Erstellen von ISO-Abbildern und “On-the-fly”-Brennen, wenn ein CD-/DVD-Writer vorhanden ist. Diese Funktion wurde mit OS X El Capitan (10.11, 2015) gestrichen. Es gibt jedoch noch andere Möglichkeiten zum Brennen unter macOS. |
| Erste Hilfe             | Erste Hilfe             | ab Public Beta (10.0 Beta), 2000                                             | Volume (Dateisystem) überprüfen oder reparieren; Zugriffsrechte überprüfen oder reparieren. |
| Sicher löschen          | Sicher löschen          | ab 10.2.3 „Jaguar,“ 2002, bis Yosemite (10.10), 2014                         | Ab Mac OS X Lion (10.7, 2011) ist die Option für 35-faches Überschreiben nicht mehr vorhanden. Ab OS X El Capitan (10.11, 2015) fehlt die Funktion gänzlich. Über das Terminal und den Aufruf von diskutil secureErase lässt sich die Funktion jedoch weiterhin nutzen. |
| Partitionieren          | APM                     | ab Public Beta (10.0 Beta), 2000                                             | Die Apple Partition Map (APM) wurde 1987 für den Macintosh und das klassische Mac OS eingeführt. Auf PowerPC-basierten Macs erfordert die Open Firmware eine solche Partitionstabelle um ein Betriebssystem zu starten. Intel-basierte Macs können ebenfalls davon starten, wenn auch nur inoffiziell. |
| Partitionieren          | MBR                     | ab Public Beta (10.0 Beta), 2000                                             | Partitionen („Volumes“) mit Master Boot Record wurden von Mac OS X von Beginn an zum Datenaustausch mit PCs unterstützt. Auf Intel-Macs ist macOS auch davon startfähig, jedoch nur über den Umweg des CSM und nur inoffiziell. |
| Partitionieren          | GPT                     | ab 10.4.2 „Tiger“, 2005                                                      | Mit dem Wechsel auf die Intel-x86-Architektur wurde von Open Firmware zu EFI gewechselt. Diese Firmware startet von GPT-Partitionen, obwohl Apple hierbei vom Standard abweicht und das Mac-EFI den macOS-Bootloader direkt lädt. PowerPC-basierte Macs (verkauft bis Mitte 2006) können ab dieser Version von Mac OS X Datenspeicher mit GUID-Partitionstabelle (GPT) zum Austausch von Daten verwenden, jedoch nicht davon starten. |
| Partitionen hinzufügen  | Partitionen hinzufügen  | ab Leopard (10.5), 2007                                                      | Erst ab dieser Version von Mac OS X ist es im Festplatten-Dienstprogramm möglich, zu einer bestehenden Partitionstabelle Partitionen hinzuzufügen oder zu vergrößern, ohne bereits bestehende Partitionen zu gefährden. Bis Mac OS X Tiger (10.4, 2005) konnte die bei der Erstellung festgelegte Größe der Partitionstabelle nicht nachträglich verändert werden, ohne bestehende Partitionen (Volumes) vollständig zu löschen.      |
| Partitionsgrößen ändern | Partitionsgrößen ändern | ab Leopard (10.5), 2007                                                      | Ab Mac OS X 10.4.6 (Tiger, 2006) war es bereits über den Boot-Camp-Assistenten (damals als öffentliche Beta-Version) und per Terminal-Kommando diskutil resizeVolume möglich, GUID-Partitionen mit dem Dateisystem HFS+ zu verkleinern. Ab Mac OS X Leopard (10.5, 2007) war es schließlich auch im Festplatten-Dienstprogramm möglich, einzelne Partitionen (Volumes) zu verkleinern oder zu vergrößern.                             |
| RAID                    | RAID                    | ab Panther (10.3), 2003, bis Yosemite (10.10), 2014; ab Sierra (10.12), 2016 | Das Festplattendienstprogramm beinhaltet einen Assistenten, um eine Software-RAID-Konfiguration zu erstellen. Nur unter OS X El Capitan (10.11, 2015) fehlte diese Funktion, was zur Folge hatte, dass RAID-Partitionen unzusammenhängend angezeigt wurden. |
| Wiederherstellen        | Wiederherstellen        | ab Panther (10.3), 2003                                                      | Integration der Funktionen des bis Mac OS X 10.2 („Jaguar,“ 2002) sowie unter klassischem Mac OS separat als Disk Copy – „Laufwerkskopie“ – enthaltenen Einzelprogramms. |
| Fusion Drive            | Fusion Drive            | ab 10.8.5 (Mountain Lion), 2013                                              | Für Fusion Drive wird eine spezielle Partition genutzt, die dem Festplattendienstprogramm bekannt sein muss, da es sonst zu Datenverlust kommen kann. |

## Kritik
Das Festplattendienstprogramm wurde, wie es von Mac OS X Panther (10.3, 2003) bis OS X Mavericks (10.9, 2013) vorhanden war, durchwegs positiv gewürdigt.
Die mit OS X El Capitan (10.11, 2015) überarbeitete Version hingegen wurde wegen der entfernten Funktionen heftig kritisiert. Vor allem die fehlende Software-RAID-Unterstützung machte Anwendern zu schaffen. Seit macOS Sierra (10.12, 2016) ist diese Funktion jedoch wieder enthalten.